# 柊木智貴
柊木 智貴（ひいらぎ ともき、1999年1月6日 - ）は、日本の俳優。埼玉県出身。ウイントアーツ所属。

## 人物
- 特技はサッカー（12年）、リフティング、寿司を握ること[1]
- 趣味はサッカー、漫画（特に『名探偵コナン』[1]）、ポケモンカード
- 2022年12月1日、11月30日付でベンヌから退所することを発表[2]
- 2023年2月14日、ウイントアーツへの所属、および芸名を「飯塚智基（いいづか ともき）」から現在の「柊木智貴」に変更することを発表[3]。

## 出演

### 舞台
2018年
- スーパー名探偵のファイナル事件簿 （8月28日 - 9月6日、三栄町LIVE STAGE） - Aキャスト[4]

2019年
- MEMORY BOYS〜想い出を売る店〜（3月15日 - 6月18日、サンリオピューロランド フェアリーランドシアター） - セレナーデ 役[5]
- Value Live〜突然の無人島生活〜（8月7日 - 12日、バルスタジオ） - 羽多野 役[6]
- オタッカーズ・ハイ（11月27日 - 12月1日、バルスタジオ）[7] - 佐治 役
- まわれ！無敵のマーダーケース（12月20日 - 25日、恵比寿・エコー劇場） - 谷川 役[8]

2020年
- 初等教育ロイヤル（白組）（12月25日 - 2021年1月8日 - COOL JAPAN PARK OSAKA TTホール 他） - 阿部 役[9]

2021年
- LIVE STAGE スケートリーディング☆スターズ（10月22日 - 31日、品川プリンスホテル ステラボール） - 倉吉虎之助 役[10]

2022年
- ジュエルステージ オンエア！（6月3日 - 12日、シアターGロッソ） - 夜来立夏 役[11]
- MANKAI STAGE『A3!』ACT2! SUMMER 2022 （7月16日 - 8月21日、TACHIKAWA STAGE GARDEN 他） - アンサンブル[12]※7月20日から31日は公演中止

2023年
- バンクパック（3月23日 - 26日、テアトルBONBON） - 竜也 役[13]
- オンエア！Unit Stories M×R×E（7月15日 - 8月6日、品川プリンスホテル クラブeX） - 夜来立夏 役[14] [注 1]
- トラベルモード（9月5日 - 10日、上野ストアハウス） - ベルボーイ 役[15]
- You Know My Name?（11月15日 - 23日、浅草九劇）[16]

2024年
- ロッカールームに眠る僕の知らない戦争（2月2日 - 4日）、草月ホール [17]
- Opus.COLORs（5月10日 - 19日、品川プリンスホテル クラブeX） - 難波道臣 役[18]
- マクラコトバ（7月4日 - 8日、あうるすぽっと）[19]
- スタミュ スピンオフ team 柊 単独公演 Caribbean Groove（10月4日 - 14日、IMM THEATER） - アモルテ 役[20]
- 東京印produce 放課後のファラソド（11月13日 - 17日、テアトルBONBON） - 陽太 役

2025年
- 花郎〜ファラン〜（1月8日 - 19日、THEATER MILANO-Za 他） - カンソン 役[21]
- 神戸セーラーボーイズ 定期公演vol.4 RICE on STAGE「ラブ米」〜Golden wheat〜 （3月14日 - 28日、AiiA 2.5 Theater Kobe、Mixalive TOKYO 6F Theater Mixa） -SHOCK 役[22]
- それってキセキ（7月31日 - 8月4日〈予定〉、シアター1010）[23]

### 映画
- やがて海へと届く（2022年4月1日公開）
- HiGH&LOW THE WORST X　（2022年9月9日公開）

### ドラマ
- 伝説の頭 翔 第4話（2024年8月9日、テレビ朝日）[24]

### テレビ
- ひるキュン！（2018年6月19日、TOKYO MX）[25][26]
- THE突破ファイル （2025年6月12日、日テレ）[27]

### イベント
- ACTORS☆LEAGUE 2021 - サポートメンバーとして[28]
- 柊木智貴『ともきっさ 〜ついに開店！！〜 』 （2025年6月14日、 歌舞伎町Sparkle）[29]

## 書籍

### 関連書籍
- Wizards Storia vol.1（2021年） - ノガミ 役 [30]
- Pet Pop SQUARE vol.10 日之出出版（2024年8月27日）[31]